# Canção da cruzada albigense

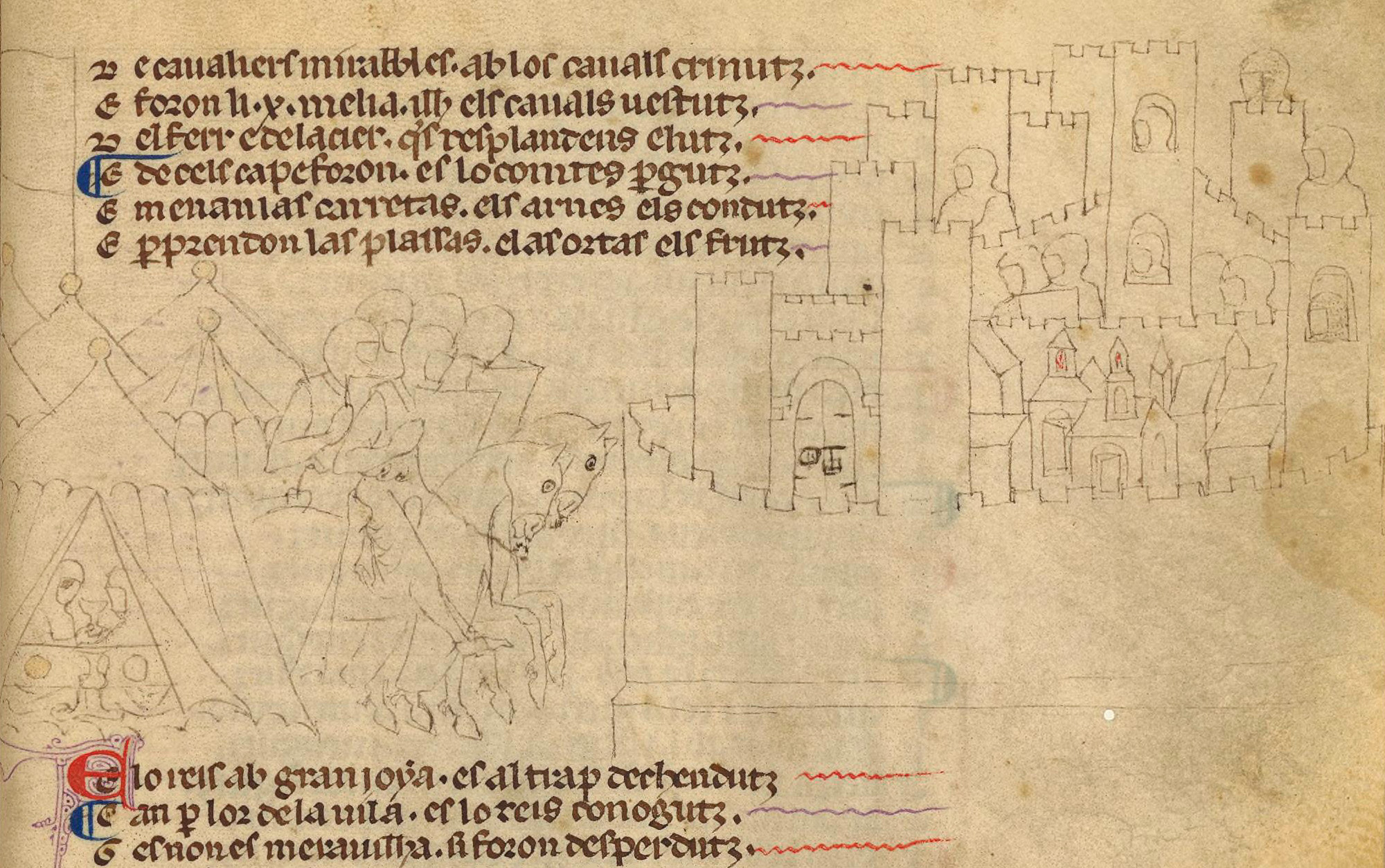
Página do manuscrito

A Canção da Cruzada albigense (Cançon de la Crosada, título original em língua occitana) é um poema manuscrito de 9578 versos escrito nessa língua entre 1208 e 1218 por dois autores diferentes que narra os eventos ocorridos na Occitânia naqueles anos; desde a invasão dos cruzados no Languedoc até a morte de Simon de Montfort.

## Os autores
- Guilhèm de Tudèla é o autor dos primeiros 2772 versos. Era um clérigo oriundo de Tudela, Navarra e estabelecido em Montauban. Homem da Igreja, é majoritariamente favorável às cruzadas, apesar de condenar os massacres ocorridos em Béziers o Lavaur. Cerca de 1212, quando os franceses se aproximavam de Montauban, Guilhèm rejonh Bruniquel, departamento de Aveyron, que estava sob controle do irmão mais novo de Raimundo VI de Toulouse, Baudoin, que havia estado ele mesmo junto aos cruzados. Seu relato termina abruptamente em julho de 1213.

- O Anônimo é o autor da segunda parte da Canção, ou seja, dos quase 6800 versos restantes. Este autor desconhecido realizou uma obra de grande qualidade poética e pureza da língua. Apesar de católico, era por vezes bastante anticlerical. Ele se engajou contra a cruzada e defendeu os valores de Honra e Valor, que eram justamente os da sociedade occitana medieval. Contou com talento os episódios ocorridos entre 1213 e 1218: Batalha de Muret, Concílio de Latrão, cerco e captura de Beucaire, revolta de Toulouse e Batalha de Baziège.

## História do manuscrito
- Em 1337 o manuscrito fazia parte dos bens de um calcinador de Quercy.
- Teria pertencido então a Jules Mazarin.
- Foi comprado por Pierre Paul Bombarde de Beaulieu, conselheiro de Luís XV.
- Encontrava-se na biblioteca do Duque de La Vallière.
- Em 1780 foi comprado para a biblioteca do rei da França.
- Passa a fazer parte da Biblioteca Nacional da França.
- Foi publicado em 1837 por Claude Fauriel, professor da Sorbonne em Paris.